# 가거도초등학교 항리분교
가거도초등학교 항리분교는 대한민국 전라남도 신안군에 있었던 초등학교다.

## 학교 연혁
- 1958년 5월 10일 소흑산국민학교 항리분교장 설립 인가
- 1960년 4월 1일 소흑산국민학교 항리분교 개교
- 1967년 4월 1일 도서벽지학교 '갑'급 지정
- 1975년 8월 1일 도서벽지학교 '갑'급 재지정
- 1979년 2월 1일 도서벽지학교 '특'급 조정
- 1982년 3월 1일 도서벽지학교 '갑'급 조정
- 1986년 1월 1일 도서벽지학교 '가'급 조정
- 1996년 3월 1일 소흑산초등학교 항리분교 개칭
- 1997년 3월 1일 가거도초등학교 항리분교 개칭
- 1998년 3월 1일 폐교 및 가거도초등학교 통폐합